# Le Chaos (film)
Pour les articles homonymes, voir Le Chaos et Left Behind.
Pour plus de détails, voir Fiche technique et Distribution.
Le Chaos ou Les oubliés au Québec (Left Behind) est un film catastrophe fantastique américain réalisé par Vic Armstrong, sorti en 2014. Il s'agit d'une adaptation de la série de livres Les Survivants de l'Apocalypse de Jerry B. Jenkins et Tim LaHaye. Il s'agit de la quatrième adaptation de l’œuvre.
Le film a reçu des critiques très négatives[réf. nécessaire].

## Synopsis
L'étudiante Chloe Steele (Cassi Thomson) a pris un vol pour retrouver sa famille dont son père, le pilote Rayford Steele (Nicolas Cage), afin de le surprendre pour sa fête d'anniversaire. Sa mère l'appelle cependant pour l'informer que son père ne pourra pas être présent. À l'aéroport, Chloé rencontre un journaliste, Cameron. Surviendront alors des événements qu'ils ne comprendront pas : la disparition inexpliquée de millions de personnes.

## Fiche technique
- Titre original : Left Behind
- Titre français : Le Chaos
- Titre québécois : Les oubliés
- Réalisation : Vic Armstrong
- Scénario : Paul Lalonde et John Patus, d'après les livres Les Survivants de l'Apocalypse de Jerry B. Jenkins et Tim LaHaye
- Musique : Jack Lenz
- Direction artistique : Stephen Altman
- Décors : Jeremy Woolsey
- Costumes : Caroline B. Marx
- Photographie : Jack N. Green
- Montage : Michael J. Duthie
- Production : Paul Lalonde et Michael Walker
- Société de production : Stoney Lake Entertainment
- Société de distribution : Freestyle Releasing
- Budget : 16 000 000 $[réf. nécessaire]
- Pays de production :  États-Unis
- Langue originale : anglais
- Format : couleur - 35mm - 2,35:1
- Genre : catastrophe, fantastique
- Durée : 110 minutes
- Dates de sortie :
  - États-Unis : 3 octobre 2014
  - France : 22 janvier 2015 (directement en vidéo)

## Distribution
- Nicolas Cage (VF : Dominique Collignon-Maurin) : Rayford Steele
- Chad Michael Murray (VF : Yoann Sover)[2] : Buck Williams
- Nicky Whelan : Hattie Durham
- Cassi Thomson : Chloe Steele
- Jordin Sparks (VF : Alice Taurand) : Shasta
- Martin Klebba (VF : Gérard Surugue) : Melvin Weir
- Lea Thompson : Irene Steele
- Quinton Aaron : Simon

## Accueil

### Critique
Le Chaos reçoit des critiques très négatives. L'agrégateur Rotten Tomatoes rapporte que 2 % des 50 critiques ont donné un avis positif sur le film, avec une moyenne très mauvaise de 2.1⁄10. L'agrégateur Metacritic donne une note de 13⁄100 indiquant des « critiques négatives » .
Sorti direct-to-video en France, le film est éreinté par les critiques surtout pour le côté très ordinaire,.

### Box-office
Le film récolte 20,7 millions de dollars au box-office mondial pour un budget de 16 millions de dollars.